# Inotropismo
Per inotropismo (dal greco ἴς/ἰνός fibra e τρέπομαι "mi volgo", orientazione) cardiaco si intende la capacità del cuore di variare la forza di contrazione in risposta agli stimoli. In biologia un inotropo è un agente in grado di alterare la forza di contrazione muscolare. Agenti inotropi negativi indeboliscono la forza di contrazione mentre agenti inotropi positivi la incrementano. Il termine è molto spesso riferito in relazione alla contrazione del muscolo cardiaco. Un agente inotropo inoltre potrà causare una variazione della forza generata indipendentemente dalla contrattilità miocardica (e quindi indipendentemente dalla funzionalità del cuore stesso), la quale è rilevata a parità di molteplici fattori tra cui il precarico e la frequenza cardiaca.

## Classificazione
Possono esserci inotropismi intrinseci del cuore, che dipendono solamente dalla fibra cardiaca e dal suo comportamento, e inotropismi estrinseci, causati da regolazione nervosa  e regolazione endocrina.
Per quanto riguarda gli inotropismi intrinseci, ci possono essere quelli omeometrici ed eterometrici: questa distinzione si basa sul fatto che la fibra cardiaca sia stirata o meno.

## Inotropismo eterometrico
L'inotropismo eterometrico prende il nome di legge di Frank-Starling e si basa sul fatto che più sangue entra nel ventricolo, più la fibra cardiaca è allungata. Quindi la legge dice che, per valori fisiologici di tali parametri, la forza di contrazione aumenta all'aumentare dello stiramento della fibra. Lo stiramento a 2,2 micrometri dà la massima risposta, già a 2,5 micrometri la contrazione risulta indebolita. Quindi quando la fibra è stirata, raggiunge il 100% fisiologico della sua forza, e questo succede perché in queste condizioni avviene una sovrapposizione ottimale tra le teste di miosina e i siti di binding presso i monomeri di actina, e l'evento meccanico riesce quindi a sviluppare la massima forza.

## Inotropismo omeometrico
Per quanto riguarda i meccanismi della regolazione inotropa omeometrica, essi si basano sulle concentrazioni degli ioni calcio intracellulare ed extracellulare. L'importanza dello ione calcio è stata dimostrata fin dal lontano 1880 dal fisiologo Sidney Ringer con i suoi esperimenti sul cuore di rana. Egli aveva osservato che se un cuore isolato di rana, immerso in una soluzione acquosa, veniva privato degli ioni calcio, smetteva subito di battere. Veniva alla luce così la dipendenza della contrazione cardiaca dalla concentrazione extracellulare di calcio. Risulta quindi fondamentale per il cuore l'apporto esterno di calcio. Da qui è nata la soluzione di Ringer, fondamentale come reidratante. Sempre correlato alla presenza dello ione calcio, è presente un inotropismo di frequenza. La frequenza di scarica del miocardio specifico influenza la concentrazione di calcio intracellulare per dei fenomeni che sono stati osservati sia in cuori isolati, sia in vivo.

### Fenomeno della scala
Un fenomeno che è stato osservato solo nel cuore isolato è il cosiddetto fenomeno della scala (noto anche come "effetto treppe" o "effetto Bowditch"). Per fenomeno della scala si intende il fenomeno nel quale aumentando la frequenza cardiaca il muscolo gradatamente varierà la propria forza di contrazione in maniera proporzionale alla variazione di frequenza stessa. Ciò accade poiché in tali condizioni avviene un aumento della permeabilità al Ca++ da parte della membrana del miocardiocita. Il fenomeno è dovuto al fatto che la ripolarizzazione della fibra cardiaca è differente da quella semplice del muscolo striato, ovvero nel potenziale d'azione della fibra cardiaca è presente il caratteristico plateau durante il quale avviene il riassorbimento intracellulare di calcio. Aumentando la frequenza cardiaca osserveremo che nella stessa unità di tempo saranno presenti più plateau e conseguentemente la quantità di calcio intracellulare sarà più elevata. Sebbene il periodo di ripolarizzazione del singolo battito sia più breve, predomina il fatto che più plateau facciano entrare più calcio, e in questa maniera la contrazione risulterà più intensa. 
La corrente del calcio generata in condizioni di frequenza cardiaca aumentata dai canali voltaggio dipendenti cardiaci risulta inoltre maggiormente ampia e si inattiva tardivamente rispetto a quanto avvenga in condizioni basali. Si ritiene che ciò sia dovuto a meccanismi molecolari che rendono i canali del calcio maggiormente attivi a seguito dello stimolo innescato dall'aumento della frequenza di depolarizzazione cellulare.

## Potenziamento extrasistolico
Un fenomeno correlato all'inotropismo cardiaco, comune anche nei soggetti sani, è il cosiddetto potenziamento extrasistolico. Questo fenomeno accade quando si verifica la cosiddetta extrasistole. L'extrasistole è caratterizzata da una contrazione ventricolare prematura dovuta a una stimolazione ectopica, ovvero non proveniente dal nodo senoatriale. Tale contrazione risulta molto debole poiché il periodo di ripolarizzazione della membrana dei miocardiociti risulta molto breve e di conseguenza non entrerà abbastanza Ca++ nel citosol per poter consentire una contrazione normale. Per questo motivo, dopo una pausa compensatoria dovuta al fatto che lo stimolo sinusale proveniente dal pacemaker senoatriale giunge al miocardio durante il periodo refrattario assoluto, il battito successivo risulterà molto più energico del normale. Sebbene questo accada anche a causa della legge di Starling, essa non è il solo meccanismo che genera il fenomeno. Si ritiene infatti che, dopo la pausa compensatoria, il reticolo sarcoplasmatico abbia a disposizione il calcio captato durante il battito normale e quello accumulato a seguito della contrazione prematura, potendo quindi rilasciare più calcio rispetto a ciò che avviene durante una normale contrazione.

## Inotropismi estrinseci

### Modulazione nervosa
L'innervazione cardiaca è totalmente derivante da fibre del sistema nervoso autonomo che costituiscono il cosiddetto plesso cardiaco. In particolare il cuore riceve i rami parasimpatici dal nervo vago e rami ortosimpatici dai gangli cervicali e toracici. Le azioni prevalenti sono mediate dal rilascio da parte dei neuroni postgangliari parasimpatici di acetilcolina che agisce su recettori muscarinici M2 e mediante il rilascio da parte dei neuroni postgangliari ortosimpatici di noradrenalina che agisce sui recettori adrenergici β¹, sensibili anche all'adrenalina circolante.

### Modulazione umorale
I principali ormoni aventi effetto inotropo positivo sono l'adrenalina e la triiodotironina. Effetti minori sono causati da cortisolo, insulina e ormone sompatotropo. Il glucagone, pur avendo potenzialmente effetto inotropo positivo importante, viene rilasciato dal pancreas nel circolo della vena porta ed è normalmente captato quasi esclusivamente dal fegato. I farmaci digitalici sono definiti cardiocinetici ("farmaci salvavita") e hanno effetto inotropo positivo poiché agiscono incrementando la concentrazione di calcio intracellulare mediante una inibizione parziale dell'attività della pompa sodio-potassio che comporta un aumento della concentrazione di sodio intracellulare e quindi dell'efficienza dell'antiporto sodio-calcio che comporta in tali condizioni un aumento del calcio intracellulare.
L'ipossia, l'ipercapnia e l'acidosi sono spesso fattori che si presentano in contemporanea (ad es. durante un'apnea prolungata) e hanno effetti diversi a seconda che siano di entità moderata o severa. In caso di ipossia moderata avviene una caratteristica coattivazione parasimpatica e ortosimpatica che comporta un aumento della forza di contrazione dei singoli battiti accompagnata da una marcata riduzione della frequenza cardiaca e da un aumento delle resistenze periferiche. In caso di ipossia severa invece prevarrà l'azione inotropa negativa dovuta alla carenza di substrati per la fosforilazione ossidativa. L'ipercalcemia ha un moderato effetto inotropo positivo mentre l'ipocalcemia ha un marcato effetto negativo. Farmaci calcio-antagonisti hanno effetto inotropo negativo poiché inibiscono i canali del calcio di tipo L (long lasting) che normalmente sono i principali responsabili dell'ingresso dello ione durante la fase di plateau del potenziale d'azione ventricolare.